# 線索細胞

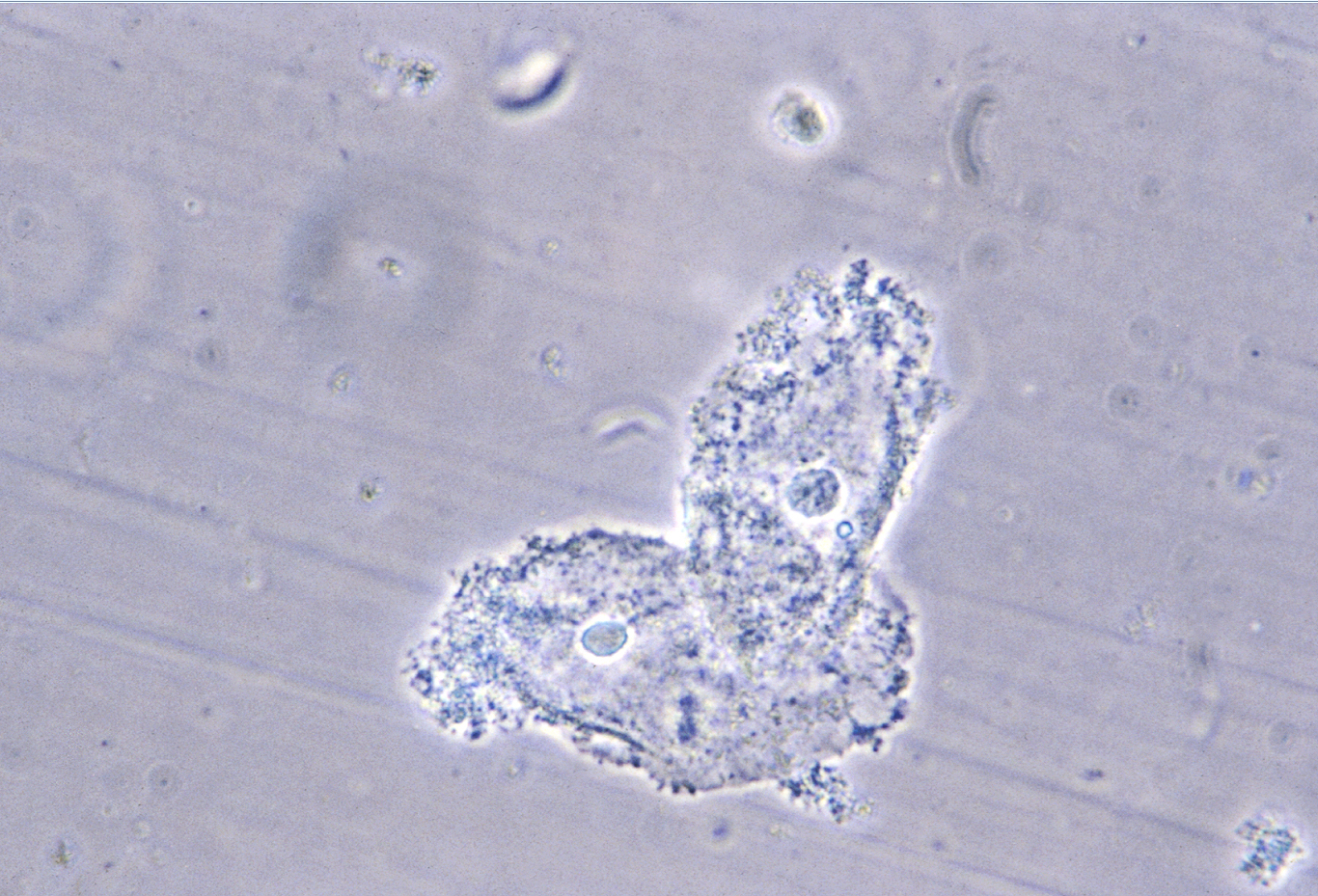
大量細菌遮蔽了陰道上皮細胞的邊緣，使其表面看起來成斑點狀。

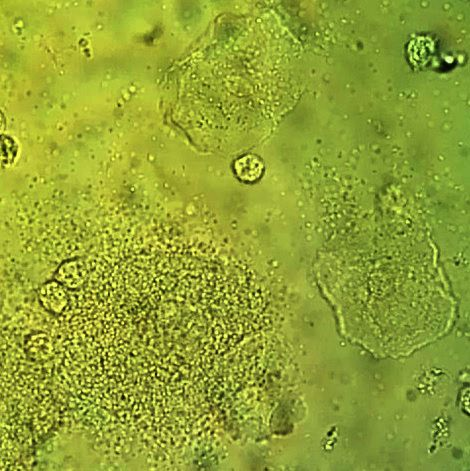
經氯化钠製備的陰道濕塗片，可以看到左下方有一顆線索細胞，另外兩顆則為正常細胞。

線索細胞（Clue cells）是描述表面上沾滿细菌的阴道上皮細胞，為細菌性陰道病的醫學徵象，特別是陰道加德纳氏菌（Gardnerella vaginalis）所引起的症狀。此徵象最初由 Gardner 和 Dukes 等人命名。
感染細菌性陰道炎的患者，陰道容易出現魚腥味的灰白色分泌物，陰道pH值也會從酸性的4.5上升到5.5。

## 外部連結
- Overview （页面存档备份，存于） at WebMD（英语：WebMD）
- Clue cell in Gram stain at Fun With Microbiology （页面存档备份，存于）
- Clue cell in Papanicolaou stain （页面存档备份，存于） at the http://eknygos.lsmuni.lt/ （页面存档备份，存于）